# 张召忠
张召忠（1952年5月6日—），男，河北省沧州市盐山县人，中国军事理论家、军事评论员，曾任中国人民解放军国防大学教授、军事战略学博士生导师、军事装备学学科带头人、副军职中国人民解放军海军少将，此外也曾任中国人民解放军国防大学军事后勤与军事科技装备教研部副主任。
由于经常作为中国中央电视台节目的嘉宾评论员，张召忠成为中国最知名的军事评论员之一，有“中国首席军事评论家”之称。目前退役後繼續擔任央視軍事評論員，平日經營網路節目《軍武大本營》《局座時評》《局座说车》《张召忠说》。

## 生平
1952年5月6日，张召忠生于河北省盐山县的一个农民家庭，家境贫寒。张召忠在家乡盐山长大。1970年，张召忠从中专毕业，参加了中国人民解放军海军，在导弹部队担任技术兵，搞了10年岸舰导弹。由于学历较高、表现出众，部队领导决定选他为工农兵学员。部队原本打算送他去某工程学院学习核潜艇技术。据张召忠自述，北京大学招生的老师认为他适合当翻译，就把他招进了北京大学东方语言学系阿拉伯语专业。张召忠1974年10月入读北大，1978年毕业。张召忠熟练掌握阿拉伯语、英语，并学过日语。在欧美亚多国工作过，曾在伊拉克担任阿拉伯语翻译、在英国担任过英语翻译。张召忠还先后进修于中国国防大学和英国皇家军事科学学院，学习机械电子、阿拉伯语、英语、联合作战指挥和国防管理专业，长期致力于海军武器装备研究。1993年起享受国家政府特殊津贴。先后兼任中国军事未来研究会理事、中国国防科技信息学会常务理事、中国海洋学会理事、中国太平洋学会特邀研究员。曾多次获得国家和军队级科技进步奖、全军育才奖等奖励。
1992年起，张召忠开始参与中央电视台《军事天地》栏目制作，在多个节目中担任主讲人。1998年2月，在美国「沙漠惊雷」行动期间，张召忠被借调到中国中央电视台，参与了中国第一次与战争相关的评论性电视直播。2006年开始参与中国中央电视台《防务新观察》栏目制作。
2000年，国防大学基本系第18期指挥员班毕业。2001年，英国皇家军事科学学院国防管理进修班结业。曾发表论文数百篇，专著十余部，计1000多万字。
2015年7月8日下午，张召忠在接受澎湃新闻电话采访时确认，自己已于近日正式退休。退休后的张召忠仍然处在活跃状态，他不仅参与了脱口秀和《最强大脑》的录制，还运营微信公号“局座召忠”和个人认证微博“局座召忠”。2016年7月13日，张召忠在bilibili网站直播，对若干时下热点发表看法。
2016年10月24日，张召忠开通了新浪微博，并于当日发表了自己的第一条微博，引来网友围观。开通当日，他的微博粉丝数量已经达到88万。张召忠也在视频中讲述了开微博的原因，称他之前是因为现役军人，要遵守保密规定，不能开通微博。后来张召忠退休后，身边的人经常劝他开微博，于是他答应之后开通了微博。但仅活跃数年后的2020年起，张召忠便淡出了媒体视野。

## 评论风格
在电视节目制作中，张召忠语言幽默风趣，能将非常专业的装备知识用简单易懂的语言描述出来，他在2003年分别被人民网评为「最受网友欢迎的十大嘉宾」、国家科技系统评选为「年度十大科普新闻人物」。在评论被一些媒体誉为21世纪最重要的双边关系的中美关系时，张召忠称，中美之间在很多利益方面是互相重叠的，不可能发生中美战争，也无探讨的必要。美国没有能力对中国实施长期封锁打压。应对美国的挑战，中国应该以经济手段为先，再用政治手段，最后才付诸军事。
张召忠认为作为一名中国人民解放军军官的立场广义上都是为中国政府与军队的利益所服务的。2012年8月，他在接受记者专访时表示，“对于一个优秀的电视新闻评论员而言，知识并不是最重要的，最重要的是政治素质和道德品质。政治素质就是要求在政治上必须无条件地和党中央保持一致。”
于此同时，由于其评论一些国外军事事件时，经常出现预测结果与结果相反的情况，而被网民调侃为“因果律武器”、“一股来自于东方的神秘力量”。
常客節目：
- CCTV-4 中文国际 - 今日关注
- CCTV-7 军事·农业 - 防務新觀察
- 江蘇衛視 - 最強大腦第三季
- 騰訊视频 - 軍武大本營

## 言论

### 科索沃战争
科索沃战争的局势预测使得张召忠声名鹊起，他说“我从空袭第三天就开始预测，地面战不可避免”。

### 美伊战争
在评论美伊战争时，张召忠首先在伊拉克战争中预测美军不会攻打伊拉克，结果次日凌晨美军的导弹就开始发动攻击。随后又表示，美军会陷入伊拉克的人民战争之中，且萨达姆拥有精锐部队伊拉克共和国卫队，美军不敢在短期内进入伊首都巴格达，结果正当评论之时，美军已快速攻占了巴格达，萨达姆政权也迅速土崩瓦解。之后其所预估的“巴格达巷战”也并未发生。在2013年接受南方人物周刊采访时，张召忠承认了当初预测的失误，并表示判断失误是基于公开消息，但是公开消息中并没有美军已经策反伊军队中高层将领的消息，而且他说的美国陷入“伊拉克的人民战争之中”明确表明说的就是“美军会陷入巴格达城市保卫战，共和国卫队、沙漠风暴中的坦克战、伊拉克所设红线及杀伤性武器令美军苦战”也就是主要与正规军交战，而不是指的是进行长期的低烈度治安战。

### 利比亚内战
在利比亚战争中，张召忠将军最初看好卡扎菲阵营，并认为卡扎菲得到了利比亚人民的支持，短期内不会失败。在卡扎菲失势后他又错误地判断他不可能躲藏在老家苏尔特。结果利比亚反对派仅用半年多的时间就取得了全面胜利，卡扎菲则在老家苏尔特死于非命。事后张召忠坦承利比亚局势发展超出预料，先前预测不准。

### 朝鲜将成功发射卫星
在评论朝鲜发射光明星3號卫星时，张召忠在发射前一天的4月13日接受访问时宣布“这次我估计成功的概率应该是在80%以上”。结果朝鲜火箭升空后出现两次爆炸裂为20余块。

### 叙利亚内战
在中俄联手阻滞由美國提出的联合国安理会有关叙利亚决议后，张召忠将军在央视上表示“叙利亚不会那么容易被征服”。

### 中国第四代战斗机
2009年11月张召忠在央视防务新观察节目中宣称：“中国的四代机还没开始搞”。2011年1月中国首架四代机歼20在成都完成首飞。曾经在一期《防务新观察》关于美国F-22“猛禽”的节目时，张召忠曾说过“……对于F-22我只能说这些，我相信在一两年后中国的五代机也会出世，到时候我要说的就很多了……”，结果这个预言真的成功了，中国一下子出了两个类型五代机J-20和FC-31。（文中四代机与五代机标准相近，分别为美方标准的四代机以及俄方标准的五代机）

### 印度发射烈火系列导弹
张召忠表示，印度导弹试射成功的概率一般在60%左右，“烈火”系列在之前的试射过程中失败率不低，“烈火-5”成功率很难估计，失败的几率也是很大的。印度于2012年4月19日宣布，该国自主研制的远程弹道导弹“烈火-5”于当日上午8点05分首次试射成功。

### 印度维克拉玛蒂亚号航空母舰海试
在维克拉玛蒂亚号航空母舰海试前，张召忠在“防务新观察”节目中对这次印度航母海试表示“没什么太大期望”“它不出着火就行”。同一天下午，维克拉玛蒂亚号航空母舰在巴伦支海进行高速测试期间，由於火災，8个锅炉损毁7个，原因为印方坚持使用耐火砖替代隔热石棉，而俄方提供的耐火砖为来源不明的民用锅炉防火砖。

### 鴿群抗擊F22、海帶癱瘓核潛艇
2013年3月，张召忠在北京卫视《军情解码》節目聲稱「中國人不怕F22戰機，因我們有白鴿對付它」，並主張中國老百姓應在东海大量培植海带，可令美國核潛艇难以進入。实际上，节目上张召忠是说养海带是要在海上布置很多尼龙绳的，而尼龙绳会缠绕螺旋桨，从而阻止舰船的进入。

### 击沉谢菲尔德号
张召忠在2012年至2013年的军情解码节目中担任马岛战争的解说员时宣称当时英国谢菲尔德号被阿根廷超级军旗攻击机击沉时五月二十五日号航母功不可没，因为那架超级军旗攻击机就是从这艘航母上起飞的。实际上在那场战争中五月二十五日号航母一直未真正参与到战争中，而击沉谢菲尔德号的超级军旗攻击机实际上是从陆上机场起飞的。后来张召忠评价阿根廷海军在马岛战争中撤回军港的做法是正确的，因为英国在水下布满了核潜艇，若继续让主力舰参与战争中会导致阿根廷海军全军覆没。

### 廣大興28號事件
2013年，菲律宾海军射杀台湾渔民后，台湾海军在菲律宾附近海军进行实弹护渔演习。张召忠在接受军情解码的采访时宣称：菲律宾海军面对台军只是鸡蛋碰石头，台湾拥有东南亚仅次于大陆的最强军事力量，菲律宾根本不是台湾的对手。

### 大韓航空007號班機空難
2013年，张召忠在中国军事节目军情解码中打趣道：“大韩航空007号航班其实是美国的秘密任务飞行，目的是侦查苏联的军事基地。理由之一就是‘总得有人名呀，坐的是阿猫阿狗啊，都没有’！”。

### 中国卫星探测零下700度
当讲到红外遥感卫星时，说“零下700度以下的物体都能被观测到。”

### 歼-31轻型隐形战机“不符合研制程序”
2013年9月23日，张召忠表示：“媒体关注歼-31，认为它将来要上航母，现在有些评论也肯定了这一点，觉得歼-31跟歼15是配套。我认为这个可能性很小，歼-31的“出生证”就是个问题，不符合我们的研制程序。比如说歼20，前期的研制、论证程序会包括发展歼20的目的，我们用这个飞机要取代哪几个型号的飞机，它的作战任务是什么，打算投入多少钱，生产多少架等等，歼31没有走这个前期论证和研制程序，这也不是说不可以，但是关于这个问题，手续复杂，还得商量。”

### 对于中国军事节目的看法
2013年9月10日至11日的锵锵三人行节目里，被询问到有关于当时中国军事节目的质量问题时，张召忠一改往日的态度，认为军事节目太多反而会造成观众对于实际军事领域的错误认知，包括夸大武器质量，看轻战争本质等问题。并且还举例标示国外（尤其是美国）的军事节目大多都是很严谨的，不会轻易下判断，而且内容都以军事经济为主。

### 雾霾是对激光武器最好的防御
2014年2月20日，张召忠在央视《海峡两岸》采访时称雾霾是对美国激光武器的最好防御，当PM2.5到四百、到五百、到六百的时候，对激光武器的阻止最大了，根本穿透不了，因此激光武器最怕雾霾。

### 克里米亚局势
张召忠预测普京不会吞并克里米亚。然而在2014年乌克兰危机事件中，俄罗斯介入并攻占了克里米亚。

### 土耳其是否敢攻击俄罗斯战机
2015年11月4日在电视节目《防务新观察》（主题：美俄在叙利亚会不会走向合作）中，张召忠预测土耳其绝对不敢打击土叙边境线一带活动的俄罗斯战机。
|  | 土耳其是干这个，叙利亚的飞机到土耳其上空，马上就击落。现在俄罗斯飞机来了，而且已经飞过，你给我击落看看！ |

2015年11月24日，土耳其军方F-16击落了一架土方宣称闯入该国领空的俄军苏-24战机。

### 海豚绑毒镖可守卫港口
谈到有关美俄海豚“战士”的能力时，军事专家张召忠表示：海豚一般的作战距离是150米，作战深度大概300米，可以开发它水下侦查监视能力。关于战斗功能，海豚身上可以绑上毒镖、枪支，用来守卫港口。此评论被诸多网友误解，但事实上美国和俄罗斯都训练过军用海豚。

### 中国首艘国产航母下水
2017年4月26日，中国首艘国产001A型航空母舰下水，张召忠在接受媒体采访时身着中国旧海军蓝色军服。在谈及中国海军发展历程时不禁潸然泪下，并说道：“我们受了多少窝囊气，才有了今天！”

### 钓鱼岛争端
张召忠曾于2012年10月在《今日关注》节目上发表言论称「琉球国不属于日本，琉球应该独立，先岛群岛这一部分，靠台湾的这一部分，根据1888年清朝跟日本签订的协议，应该归中国。钓鱼岛就更不用说了！」

### 俄乌战争
2016年张召忠认为俄罗斯和乌克兰会爆发冲突，并认为是乌克兰挑衅俄罗斯的结果，大概在7月份左右发动战争，而且推断北约和美国不会干涉，最后乌克兰臣服于普京，如同格鲁吉亚一样。但结果却和克里米亚危機一样，虽然俄罗斯在2022年入侵了乌克兰，但因为军队的反攻，导致俄罗斯受阻并受到欧美的制裁。

## 著作
- 《未来海洋世纪的冲击》
- 《现代海战启示录》
- 《海战法概论》
- 《兵器知识库一、二》 1992.06 兵器工业出版社
- 《谁能打赢下一场战争》1999.03 中国青年出版社
- 《战争离我们有多远》1999.07 解放军出版社
- 《下一个目标是谁》1999.09 中国青年出版社
- 《话说国防》2000.04 国防大学出版社
- 《网络战争》 2001.01 解放军文艺出版社
- 《明天我们安全吗》与周碧松合著， 2001.05 浙江人民出版社，
- 《谁在制造战争》 2001.09  当代中国出版社
- 《中国让战争走开》2001.09 当代中国出版社
- 《打赢信息化战争》2004.06  世界知识出版社
- 《下一场战争》2009.11  华艺出版社
- 《航母档案·日本卷》2021.07 中信出版社

海洋海军
- 《走向深蓝》2011.08  广州经济出版社
- 《百年航母》2012.01  广州经济出版社
- 《规范海洋》2013.07  广州经济出版社
- 《史说岛争》2014.07 北京出版社

回忆录等
- 《进击的局座：悄悄话》2016,10 长江文艺出版社，讲述自己年轻时求学、当兵、成为学者的经历。
- 《进击的局座：悄悄话2》2017.08长江文艺出版社，军事科普趣味漫画集。
- 《进击的局座：悄悄话3》2018.12长江文艺出版社

译著
- 《猎杀“红十月”号》－汤姆·克兰西（美），2004.04时代文艺出版社，与方保定合翻译的海战题材小说。[40]